# 震洋

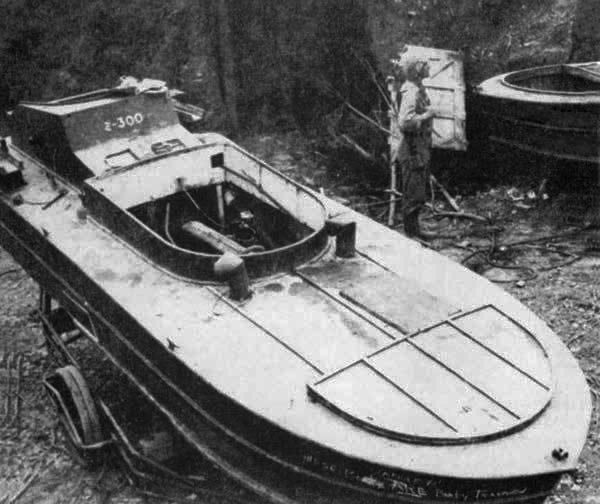
米軍に鹵獲された震洋一型艇

震洋（しんよう）は、太平洋戦争で日本海軍が開発・使用した特攻兵器（小型特攻ボート）。
構造が簡単で、大量生産された。
英語では、Suicide Boatあるいは、Kami Kazi boat　または Shinyo suicide motorboat と呼ばれた。

## 概要
震洋は、日本海軍が太平洋戦争中盤以降に開発・実戦投入した特攻兵器。
小型のベニヤ板製モーターボートの船内艇首部に炸薬を搭載し、搭乗員が乗り込んで操縦して目標艦艇に体当たり攻撃を敢行する。
「震洋」の名称は、特攻部長大森仙太郎少将が明治維新の船名を取って命名したもの。
秘匿名称は特攻兵器として四番目であるため「㊃金物」（マルヨンかなもの）、㊃艇（マルヨンてい）。
震洋は、1944年（昭和19年）5月27日に試作1号艇が完成し、8月28日に兵器として採用された。
10月下旬の捷一号作戦（レイテ沖海戦）に投入された神風特別攻撃隊より半年以上前に、本特攻兵器の開発は完了していたことを意味する。
震洋と共に運用された陸軍の攻撃艇マルレについては四式肉薄攻撃艇を参照。
日本軍は四式肉薄攻撃艇（マルレ）とマル四（震洋）をあわせ、マル八と呼称した。
震洋の2人乗りのタイプには機銃1～2丁が搭載され、指揮官艇として使用された。
戦争末期は敵艦船の銃座増加に伴い、これを破壊し到達するために2発のロケット弾が搭載された。

## 解説

### 開発経緯

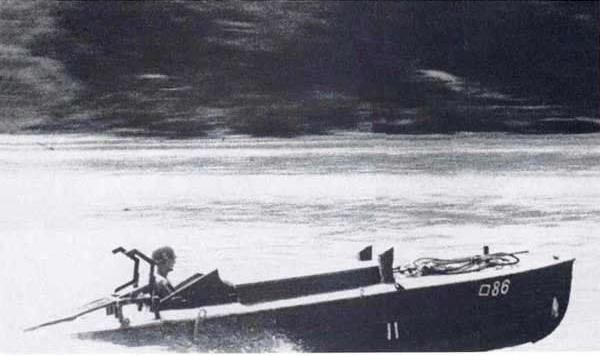
航走中の一型艇。
艇尾の金具はロサ砲懸架装置

1943年（昭和18年）、黒島亀人連合艦隊主席参謀は、軍令部に対しモーターボートに爆薬を装備して敵艦に激突させる方法はないかと語っていた。
この後の1944年（昭和19年）4月4日、黒島亀人軍令部2部部長は「作戦上急速実現を要望する兵力」と題した提案の中で、装甲爆破艇（震洋）の開発を主張した。この発案は軍令部内で検討された後、海軍省へ各種緊急実験が要望された。艦政本部において四式肉薄攻撃艇として他の特攻兵器とともに担当主務部を定め、特殊緊急実験が行われた。
以上の経緯から、艦政本部第四部が主務となり設計を開始した。船体は量産を考慮し木製とし、エンジンにはトヨタのKC型トラック（4トン積み） のB型エンジンを強化した上で採用、速力は最低20ノット以上、30ノットを目指した。爆装については横須賀海軍工廠による実験の結果、300kgの爆薬であれば水上爆発でも喫水線下に約3mの破口を生じ、商船クラスであれば撃沈できるとの結果が出たが、震洋の小型船体では300kgの爆薬の搭載は無理であり、炸薬量を250kgに減らした上で直ちに試作にかかった。
野村順亮によれば海軍工廠に軍属として勤務していた時期に「アメリカ製の2サイクルエンジンをコピーして特攻兵器に使用する」という計画を聞かされ、「それでは時間がかかる。既存のエンジンを使うのが得策」と進言したためトヨタのエンジンが採用されたという。
試作艇は木造艇5隻と極薄鋼板艇2隻が作られ、船体は魚雷艇の船型を基礎とし、V型船底を持つものであった。これらは5月27日の海軍記念日に試作1号艇が完成した。直ちに試験が開始されたが耐波性が不足していることが判明、艇首を改良した。この他は所期の性能を発揮した。8月28日、海軍はマル四艇を兵器として正式に採用した。「震洋」はこの際に与えられた名称で、またこの時点の艇が一型艇である。この直後、2人乗りの五型艇も開発され、生産された。さらにロケット推進式の六型艇（ベニヤ製）、七型艇（金属製）、魚雷2本装備の八型艇が開発されていたが、これらは実用に至らなかった。震洋は特攻艇として開発されたが設計の初期から舵輪固定装置を搭載しており、搭乗員は航空救命胴衣を着て船外後方に脱出できるようにもなっていた。武装は一型艇で250kgの爆薬の他、12cm噴進砲(ロサ弾)2基を搭載していた。また五型艇はこれに13mm機銃一挺を追加し、更に一部に無線電話装置が装備された。
設計時から量産を考慮して設計された為、製造が比較的容易であり、墨田川造船所などの小型船を担当する造船所の他、民間の軍需工場でも生産された。月間生産数は終戦までに150～700隻、総生産数は終戦時までに各型合わせて6,197隻である。設計主務部員班長を務めた牧野茂は、「震洋」は技術的に見て軽量高性能であり、満足できる設計だったと述べている。
戦艦武蔵の建造で知られる三菱重工業長崎造船所では1944年6月から震洋の建造、その改良試験などを始め、終戦までに約200隻を完成させた。
1944年6月25日の時点ですでに震洋は量産を開始していた。大本営は捷号作戦に合わせて震洋隊の編成を急いだ。陸軍にも震洋と同種のマルレが存在したため密接な協調を取った。震洋とマルレは合わせて㊇（マルはち）と呼称されることになる。8月8日までに、海軍と陸軍との間で㊇運用に関する中央協定が結ばれた。大森仙太郎によれば、心配だったのは震洋搭乗員の志願者が集まるかという点であったが、思ったより多かったため安心したという。
訓練においては、主に長崎県大村湾の水雷学校川棚分校と鹿児島県江の浦の2箇所で育成が行われた。8月16日、最初の搭乗員50名が卒業した。8月末には300名が卒業している。その後は毎月400名が卒業した。8月16日の検討会では草鹿龍之介中将と井上成美中将が生還の可能性も考えてほしいと意見するが、最終的にそういった措置が取られることはなかった。㊃は8月28日付で「震洋」として米内光政海軍大臣より認可、兵器として制式採用された。(内兵令71号)。翌日の29日に、大部分を予科練生で構成された一般兵科の搭乗員を主体とした、第一震洋隊が父島に配備された。

### 実戦運用

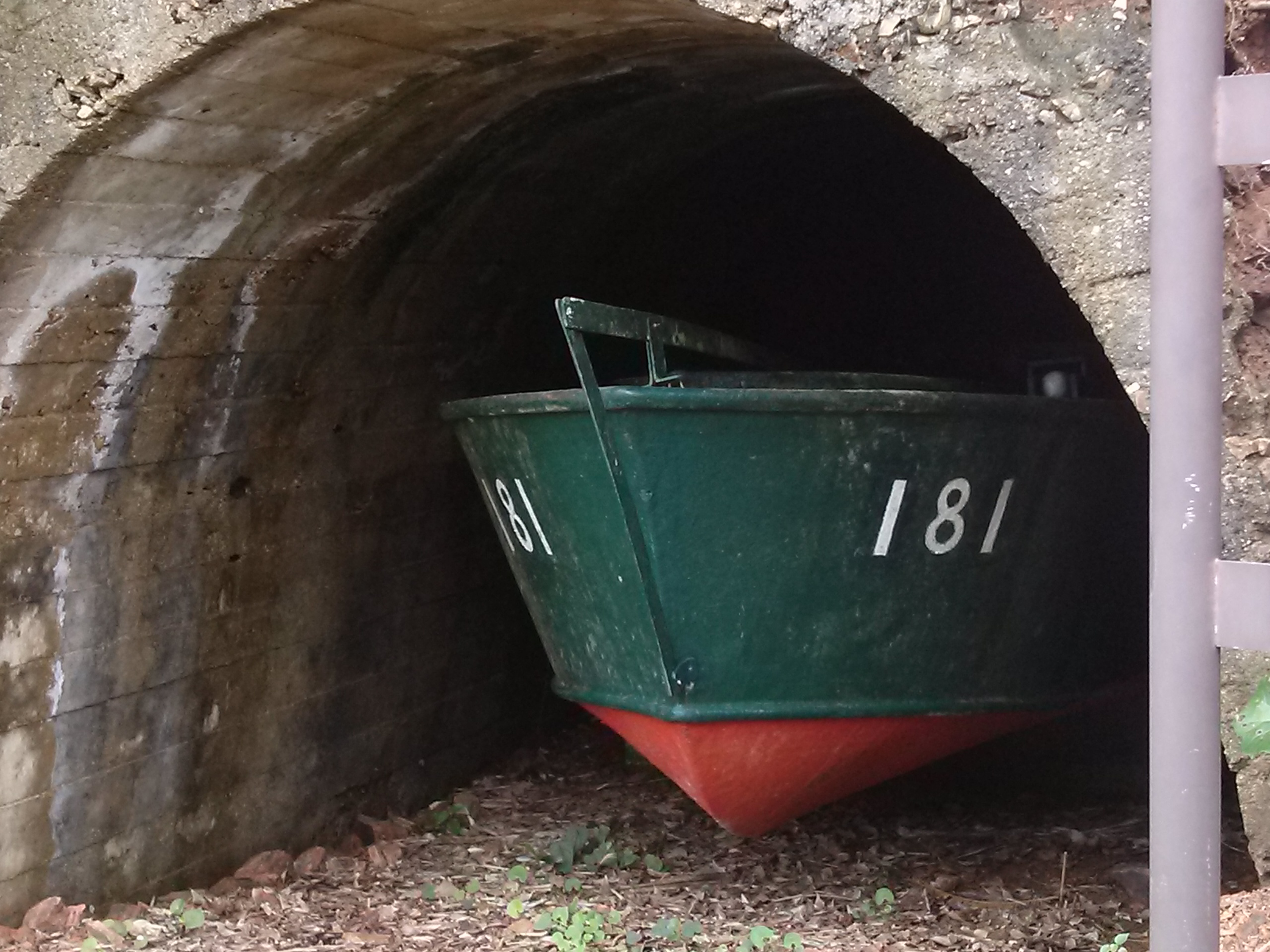
奄美群島加計呂麻島呑之浦に置かれた第18震洋隊の基地跡。震洋の複製艇がある。

震洋部隊の戦時編成は行われず、海軍省は震洋を艦艇ではなく兵器扱いの形で部隊へ供給した。
震洋は、陸軍海上挺進戦隊のマルレとともに、フィリピン、沖縄諸島、日本本土の太平洋岸に配備された。
台湾や南西諸島を担当する第十方面軍では、マルレ（陸軍、四式肉薄攻撃艇）とマル四（海軍、震洋）を合わせた海上挺進奇襲作戦を、㋩（○のなかに片仮名のハ）と呼称した。
1945年（昭和20年）初頭のルソン島の戦いでは、フィリピンのルソン島リンガエン湾に上陸してきた米軍を迎撃し、幾ばくかの戦果を挙げてはいる。
沖縄戦にも実戦投入された。アメリカの資料によると、終戦まで連合国の艦船の損害は4隻だった。
防衛司令官の直轄扱いではなく、攻撃の有無・成否・戦果などが部隊ごとの記録となった。
実戦では部隊ごと全滅してしまうことが多かったことから、特に実戦投入に関する実情は不明なところが多い。
従って現行の文献では米軍の記録した水上特攻戦果に対し、震洋、マルレ共に配備された地域では日本軍側の戦果報告記録が無い場合（混乱の中で消失もしくは部隊ごと消滅した場合）「マルレもしくは震洋によるもの」とされることが非常に多い。
日本本土決戦時には、入り江の奥の洞窟などから出撃することが計画され、日本各地の沿岸に基地が作られた。
長崎県大村湾川棚町に訓練基地跡が残る。
終戦後の1945年8月16日午後7時頃、高知県須崎の第23突撃隊司令から、敵機動部隊が土佐沖を航行中につき出撃して殲滅しろとの戦闘命令が手結基地の第128震洋隊に出され、準備中に爆発事故が起こり、その誘爆により搭乗員・整備員ら111名全員が死亡した。おおもとは何らかの誤報に端を発するとみる説や出動命令自体は呉鎮守府からではないかとする説もあるが、いずれもそもそもの発信源・発信者は一切不明のままとなっている。さらに、この誘爆事故を高知の航空隊見張所が米艦隊の砲撃と誤認して打電、陸軍四国防衛軍は大本営に「敵艦船と我が海軍部隊は抗戦中」と報告した結果、一時は、四国の各部隊が一斉に戦闘配備についた。戦後、爆発事故現場には震洋隊殉国慰霊塔が建設された。同年8月19日には鹿児島県笠沙町（現南さつま市）片浦にあった第124震洋隊有田部隊で信管の処理作業中に暴発して8人が死亡し、1981年（昭和56年）には片浦の崎の山に「片浦基地の碑」が建立された。同様の爆発事故は終戦前にも発生しており、1944年12月23日にはフィリピンのコレヒドール島に配備された第9震洋隊で24隻が爆発して100名が死亡し、奄美大島に配備された第44震洋隊でも爆発事故で約30名の死亡者を出している。震洋はトラックエンジンを搭載していたが、ラジエーターやファンがなく、冷却水として海水を直接ポンプで汲み入れ、エンジン熱を吸収後に海洋放出していたが、エンジンの作動は陸上で行われることが常態化していたたため、爆発事故の頻発に繋がったと考えられている。
第一三二震洋隊では終戦の玉音放送後に出撃命令が出されたが、これは司令部の少佐が配下の部隊に独断で命令したものであったため、同隊隊長渡邊國雄中尉は「それは少佐殿個人の考えですか。それとも司令の命令ですか。司令の命令ならともかく何の連絡も受けていませんので今日のところはお引き取り下さい」と言い出撃せず、隊員らにも「無駄死にするな。その力を新日本再建のために最大限努力するのが唯一の道ではないか」と諭した。同様の事は第一三四震洋隊長半谷達哉中尉も行った。彼らが暴走しなかったのは慶應義塾大学卒の一般大学出身で軍隊以外の社会を知っていたからと言われ、隊員のその後の面倒も見ている。
震洋は国内及び海外拠点各地に海上輸送により配備されたが、海上輸送線の途絶に伴い、敵潜水艦、航空機による移動中の被害が多かった。また出撃できぬまま陸戦に巻き込まれるケースも多く、こうした部隊は予期した形で実戦に参加しないうちに支援要員も含めてほとんどが戦死した。終戦時には本土決戦に対する備えとして6200隻が完成し、4,000隻近くが実戦配備についていた。

### 保存・展示
戦後、船体がベニヤ板製ということもあり、ほとんどが解体され消失した。一部が長崎県大村市にある大村競艇場で競艇用ボートとして利用されたこともあった。現在、オーストラリア・キャンベラの戦争記念博物館にほぼ当時のままの実物が1艇保存されている。国内では知覧特攻平和会館（鹿児島県）に戦後、海没処分された艇の復元艇が展示されている。また靖国神社の遊就館や特攻殉国の碑の水上特攻艇「震洋」展示館（長崎県）に複製艇が展示されている。
2024年11月、個人が長年所有していた水上特攻兵器「震洋」の精巧な10分の1模型(指揮官が使用した5型)が鹿児島県瀬戸内町埋蔵文化財センターに寄贈された。

## 部隊

### 搭乗員
搭乗員は、他の特種兵器から転出となった搭乗員のほか、学徒兵、海軍飛行予科練習生出身者を中心とした。彼らは機体が無いために余剰となった航空隊員だった。震洋の戦死者は2,500人以上である。
元搭乗員である有名人に、 島尾敏雄（小説家。第十八震洋隊を率いて加計呂麻島に駐屯するも、出撃前に終戦。当時の状況は、駐屯中に知り合った大平ミホ（後の妻）との逢瀬を描く『島の果て』、特攻隊員として出撃を待つ『出発は遂に訪れず』等に詳しい）、田英夫（社会民主党の元参議院議員）、三島敏夫（サイパン島出身のハワイアン歌手。和田弘とマヒナスターズなどでボーカルとしても活躍）が存在する。

### 基地
| 部隊名      | 指揮官               | 編成年月日      | 部隊編成 | 配置                                                       | 死者数                                   |
| ----------- | -------------------- | --------------- | -------- | ---------------------------------------------------------- | ---------------------------------------- |
| 第1震洋隊   |                      |                 |          | 東京都父島釣ヶ浜                                           |                                          |
| 第2震洋隊   |                      |                 |          | 東京都父島宮ノ浜                                           |                                          |
| 第3震洋隊   |                      |                 |          | 東京都母島西浦                                             |                                          |
| 第4震洋隊   |                      |                 |          | 東京都母島東港                                             |                                          |
| 第5震洋隊   |                      |                 |          | 東京都父島巽湾                                             |                                          |
| 第6震洋隊   |                      |                 |          | ボルネオ島サンダカン                                       |                                          |
| 第7震洋隊   |                      |                 |          | コレヒドール島                                             | 特攻108名（昭和20年2月20日）             |
| 第8震洋隊   |                      |                 |          | レガスピー                                                 | 特攻99名                                 |
| 第9震洋隊   | 中島健児（中尉）     |                 |          | コレヒドール島                                             | 特攻245名                                |
| 第10震洋隊  |                      |                 |          | コレヒドール島                                             | 特攻135名                                |
| 第11震洋隊  |                      |                 |          | コレヒドール島                                             | 特攻126名                                |
| 第12震洋隊  |                      |                 |          | コレヒドール島                                             | 特攻130名                                |
| 第13震洋隊  |                      |                 |          | コレヒドール島                                             | 特攻209名                                |
| 第14震洋隊  |                      |                 |          | 比島進出途中海没                                           |                                          |
| 第15震洋隊  |                      |                 |          | 比島進出途中海没                                           |                                          |
| 第16震洋隊  | 吉田義彦（中尉）     |                 |          | 東京都八丈島洞輪沢                                         |                                          |
| 第17震洋隊  |                      |                 |          | 鹿児島県奄美群島加計呂麻島三浦                             |                                          |
| 第18震洋隊  | 島尾敏雄（大尉）     |                 |          | 鹿児島県奄美群島加計呂麻島呑ノ浦                           | （出撃直前に終戦）                       |
| 第19震洋隊  |                      |                 |          | 沖縄県石垣島川平湾                                         |                                          |
| 第20震洋隊  |                      |                 |          | 台湾高雄左營                                               |                                          |
| 第21震洋隊  |                      |                 |          | 台湾高雄左營                                               |                                          |
| 第22震洋隊  |                      |                 |          | 沖縄県金武                                                 | 特攻74名                                 |
| 第23震洋隊  |                      |                 |          | 沖縄県宮良                                                 |                                          |
| 第24震洋隊  |                      |                 |          | 馬公                                                       |                                          |
| 第25震洋隊  |                      |                 |          | 馬公                                                       |                                          |
| 第26震洋隊  |                      |                 |          | 沖縄県石垣島（竹富小浜島）                                 |                                          |
| 第27震洋隊  |                      |                 |          | 神奈川（三浦小網代）                                       | 石井少尉戦死（昭和20年7月30日）          |
| 第28震洋隊  |                      |                 |          | 台湾海口                                                   |                                          |
| 第29震洋隊  |                      |                 |          | 台湾高雄                                                   |                                          |
| 第30震洋隊  |                      |                 |          | 台湾海口                                                   |                                          |
| 第31震洋隊  |                      |                 |          | 台湾高雄左營                                               |                                          |
| 第32震洋隊  |                      |                 |          | 海南島新村                                                 |                                          |
| 第33震洋隊  |                      |                 |          | 海南島三亜                                                 |                                          |
| 第34震洋隊  |                      |                 |          | 鹿児島県上甑島                                             |                                          |
| 第35震洋隊  |                      |                 |          | 香港南丫島                                                 |                                          |
| 第36震洋隊  |                      |                 |          | 香港南丫島                                                 |                                          |
| 第37震洋隊  |                      |                 |          | 廈門                                                       |                                          |
| 第38震洋隊  |                      |                 |          | 沖縄県石垣島宮良                                           |                                          |
| 第39震洋隊  |                      |                 |          | 比島進出途中海没                                           |                                          |
| 第40震洋隊  |                      |                 |          | 鹿児島県奄美群島喜界島早町                                 |                                          |
| 第41震洋隊  |                      |                 |          | 沖縄県宮古島（宮古島平良）                                 |                                          |
| 第42震洋隊  |                      |                 |          | 沖縄進出途中海没                                           |                                          |
| 第43震洋隊  |                      |                 |          | 台湾進出途中海没                                           |                                          |
| 第44震洋隊  |                      |                 |          | 鹿児島県奄美群島奄美大島久慈                               |                                          |
| 第45震洋隊  |                      |                 |          | 済州島城山浦                                               |                                          |
| 第46震洋隊  |                      |                 |          | 舟山島盤崎                                                 |                                          |
| 第47震洋隊  |                      |                 |          | 鹿児島新庄                                                 |                                          |
| 第48震洋隊  |                      |                 |          | 細島（宮崎土々呂）                                         |                                          |
| 第49震洋隊  |                      |                 |          | 高知県須崎                                                 |                                          |
| 第50震洋隊  |                      |                 |          | 高知県宇佐                                                 |                                          |
| 第51震洋隊  |                      |                 |          | 静岡県下田（静岡小稲）                                     |                                          |
| 第52震洋隊  |                      |                 |          | 舟山島泗礁山                                               |                                          |
| 第53震洋隊  | 井上叔保（中尉）     | 昭和20年5月25日 |          | 鹿児島長崎鼻山川                                           |                                          |
| 第54震洋隊  | 丸井重雄（少尉）     | 昭和20年5月25日 |          | 油津（宮崎大堂津）                                         |                                          |
| 第55震洋隊  | 神浦性太（少尉）     | 昭和20年5月25日 |          | 千葉県勝浦鵜原                                             |                                          |
| 第56震洋隊  | 岩館康男（中尉）     | 昭和20年5月25日 |          | 油壺（三浦）                                               |                                          |
| 第57震洋隊  |                      |                 |          | 下田和歌浦                                                 |                                          |
| 第58震洋隊  |                      |                 |          | 千葉県銚子外川                                             |                                          |
| 第59震洋隊  |                      |                 |          | 千葉県館山州崎                                             |                                          |
| 第60震洋隊  |                      |                 |          | 三重県鳥羽                                                 |                                          |
| 第61震洋隊  |                      |                 |          | 鹿児島県垂水                                               |                                          |
| 第62震洋隊  |                      |                 |          | 長崎県（長崎上五島）                                       |                                          |
| 第63震洋隊  |                      | 昭和20年7月25日 |          | 鹿児島谷山                                                 |                                          |
| 第64震洋隊  | 武井原夫（中尉）     | 昭和20年7月25日 |          | 佐世保（鹿児島垂水）                                       |                                          |
| 第65震洋隊  | 岩切法雄（大尉）     | 昭和20年7月25日 |          | 長崎京泊（雲仙市南串山）                                   |                                          |
| 第67震洋隊  | 満野功（大尉）       | 昭和20年7月25日 |          | 江ノ浦（静岡三津浜）                                       |                                          |
| 第68震洋隊  | 佐藤武彦（中尉）     | 昭和20年7月25日 |          | 千葉笹川                                                   |                                          |
| 第101震洋隊 |                      |                 |          | 台湾進出途中海没                                           |                                          |
| 第102震洋隊 |                      |                 |          | 台湾淡水                                                   |                                          |
| 第103震洋隊 |                      |                 |          | 海南島サルモン                                             |                                          |
| 第104震洋隊 |                      |                 |          | 舟山島盤嶼                                                 |                                          |
| 第105震洋隊 |                      |                 |          | 馬公（台湾淡水）                                           |                                          |
| 第106震洋隊 |                      |                 |          | 川棚（鹿児島指宿）                                         |                                          |
| 第107震洋隊 |                      |                 |          | 香港南丫島                                                 |                                          |
| 第108震洋隊 |                      |                 |          | 廈門コロンズ                                               |                                          |
| 第109震洋隊 |                      |                 |          | 川棚（長崎松島）                                           |                                          |
| 第110震洋隊 |                      |                 |          | 天草茂串                                                   |                                          |
| 第111震洋隊 |                      |                 |          | 大島（喜界島小野津）                                       |                                          |
| 第112震洋隊 |                      |                 |          | 鹿児島間泊                                                 |                                          |
| 第113震洋隊 |                      |                 |          | 廈門                                                       |                                          |
| 第114震洋隊 |                      |                 |          | 舟山島菰茨島                                               |                                          |
| 第115震洋隊 |                      |                 |          | 舟山島泗礁山                                               |                                          |
| 第116震洋隊 |                      |                 |          | 細島（宮崎土々呂）                                         |                                          |
| 第117震洋隊 |                      |                 |          | 油津（宮崎大堂津）                                         |                                          |
| 第118震洋隊 |                      |                 |          | 唐津外津浦                                                 |                                          |
| 第119震洋隊 |                      |                 |          | 済州島                                                     |                                          |
| 第120震洋隊 |                      |                 |          | 済州島高山里                                               |                                          |
| 第121震洋隊 |                      |                 |          | 佃島（宮崎門川）                                           |                                          |
| 第122震洋隊 |                      |                 |          | 佃島（宮崎美々津）                                         |                                          |
| 第123震洋隊 |                      |                 |          | 鹿児島県坊ノ津                                             |                                          |
| 第124震洋隊 |                      |                 |          | 鹿児島県片浦                                               | 爆発事故で隊員8名死亡（昭和20年8月19日） |
| 第125震洋隊 |                      |                 |          | 鹿児島県知覧聖ヶ浦                                         |                                          |
| 第126震洋隊 |                      |                 |          | 宮崎県油津（南郷外浦）                                     |                                          |
| 第127震洋隊 |                      |                 |          | 高知県御畳瀬                                               |                                          |
| 第128震洋隊 | 竹中清作（中尉）     | 昭和20年5月5日  |          | 高知県手結                                                 | 爆発事故で111名死亡（昭和20年8月16日）   |
| 第129震洋隊 |                      |                 |          | 千葉県勝浦                                                 |                                          |
| 第130震洋隊 | 橋本是（少尉）       | 昭和20年5月25日 |          | 鹿児島県野間池                                             |                                          |
| 第131震洋隊 | 直井正數（少尉）     | 昭和20年5月25日 |          | 鹿児島県川内出口                                           |                                          |
| 第132震洋隊 | 渡邊國雄（中尉）     | 昭和20年5月25日 |          | 高知県土佐清水                                             |                                          |
| 第133震洋隊 |                      | 昭和20年5月25日 |          | 鹿児島県喜入                                               |                                          |
| 第134震洋隊 | 半谷達哉（中尉）     | 昭和20年5月25日 |          | 宿毛（高知柏島）                                           |                                          |
| 第135震洋隊 | 中村太喜三郎（中尉） | 昭和20年5月25日 |          | 千葉（安房小湊）                                           |                                          |
| 第136震洋隊 | 齋木進吾（中尉）     | 昭和20年5月25日 |          | 静岡県江ノ浦（静岡清水美保）                               |                                          |
| 第137震洋隊 | 前野安司（少尉）     | 昭和20年5月25日 |          | 静岡県下田（静岡永津呂）                                   |                                          |
| 第138震洋隊 | 渡邊剛州（少尉）     | 昭和20年5月25日 |          | 福島（福島小名浜）/ 茨城（北茨城市平潟町平潟港、訓練基地） |                                          |
| 第139震洋隊 |                      |                 |          | 千葉県飯沼                                                 |                                          |
| 第140震洋隊 |                      |                 |          | 静岡県下田（静岡稲取）                                     |                                          |
| 第141震洋隊 |                      |                 |          | 福島県小名浜                                               |                                          |
| 第142震洋隊 |                      |                 |          | 宿毛（泊浦）                                               |                                          |
| 第143震洋隊 |                      |                 |          | 川棚（天草牛深）                                           |                                          |
| 第144震洋隊 | 近松正雄（中尉）     | 昭和20年7月25日 |          | 川棚（天草富岡）                                           |                                          |
| 第145震洋隊 | 上村進（大尉）       | 昭和20年7月25日 |          | 徳島県阿波橘                                               |                                          |
| 第146震洋隊 | 宮澤常雄（大尉）     | 昭和20年7月25日 |          | 宮城県宮戸島                                               |                                          |
| 第147震洋隊 |                      |                 |          | 不明                                                       |                                          |

## 諸元
| 区分                  | 一型艇                         | 五型艇                          |
| 全長(m)               | 5.1                            | 6.5                             |
| 全幅(m)               | 1.67                           | 1.86                            |
| 全高(m)               | 0.8                            | 0.9                             |
| 喫水（普通／満載(m)） | 0.326／0.380                   | 0.55／0.60                      |
| 排水量(トン)          | 1.295                          | 2.2                             |
| 機関                  | トヨタ特KC型ガソリンエンジン×1 | トヨタ特KC型ガソリンエンジン×2  |
| 馬力                  | 67HP                           | 134HP                           |
| 最高速度(特別全力)    | 16ノット(23ノット)             | 27ノット(30ノット)              |
| 航続距離              | 110海里/16ノット               | 170海里/27ノット                |
| 兵装                  | 爆装250kg、ロサ弾×2            | 爆装250kg、ロサ弾×2、13mm機銃×1 |
| 乗員                  | 1名                            | 2名                             |

## 記録
1944年（昭和19年）までに、海軍により震洋隊の映画が作成された。同年10月23日には、昭和天皇が御覧になったとする記録がある。

## 慰霊
2025年5月、長崎県 川棚町で慰霊祭が行われた。慰霊祭は地元住民らが毎年実施しており、今回で59回目であった。